# Philip Guedalla
Philip Guedalla, född 12 mars 1889, död 16 december 1944, var en brittisk författare.
Guedalla har skrivit spirituella biografiska skildringar i Lytton Stracheys stil, bland annat flera av den viktorianska tidens personligheter i verk som Lord Palmerston (1925), Bonnet and shawl (1928, svensk översättning 1929) och samt över hertigen av Wellington i The Duke (1931).